# Stefanie van de Kerkhof
Stefanie van de Kerkhof (* 19. April 1971 in Krefeld) ist eine deutsche Historikerin.

## Leben
Von 1990 bis 1996 studierte sie an der Heinrich-Heine-Universität Düsseldorf und der Ruhr-Universität Bochum neuere Geschichte, Wirtschaftsgeschichte, Kunstgeschichte, Romanistik, Politologie und Soziologie. Bei Wolfgang J. Mommsen legte sie 1996 die Magisterprüfung ab. Von 1996 bis 1998 absolvierte sie an der Fernuniversität Hagen ein zertifiziertes Weiterbildungsstudium Friedens- und Konfliktforschung. Das Promotionsstudium Wirtschaftswissenschaften (1997–2003) an der Universität zu Köln schloss sie im April 2004 mit Promotion in Wirtschaftswissenschaften an der Wirtschafts- und Sozialwissenschaftlichen Fakultät der Universität zu Köln (Erstgutachter: Toni Pierenkemper,  Zweitgutachterin: Margit Szöllösi-Janze). Von 1997 bis 2002 war sie wissenschaftliche Mitarbeiterin am Seminar für Wirtschafts- und Sozialgeschichte in Köln.
Als wissenschaftliche Mitarbeiterin vertrat sie 2002 eine Akademische Ratsstelle am Historischen Seminar, Abteilung Verfassungs-, Sozial- und Wirtschaftsgeschichte der Universität Bonn. An einer Studie über Innovationen vom Mittleren Niederrhein arbeitete sie 2003, gefördert von der IHK Mittlerer Niederrhein, mit. Von Oktober 2003 bis April 2008 war sie wissenschaftliche Koordinatorin Masterstudiengang Friedens- und Konfliktforschung an der FernUniversität in Hagen als Modulverantwortliche und Prüferin in vier Modulen. Die Fortbildung Wissenschaftliches Schreiben lernen und lehren machte sie 2005 durch die Schreibwerkstatt der Universität Duisburg an der Fernuniversität Hagen. Seit Sommersemester 2007 hat sie einen Lehrauftrag am Historischen Seminar VI der Heinrich-Heine-Universität Düsseldorf. Von April 2008 bis März 2010 lehrte sie als Lecturer/Lehrkraft für besondere Aufgaben (8 Semesterwochenstunden) im Bereich Neuere Geschichte und Wirtschaftsgeschichte am Historischen Institut der Ruhr-Universität Bochum. Von 2009 bis 2010 hatte sie einen Lehrauftrag für Wirtschafts- und Sozialgeschichte an der Wirtschafts- und Sozialwissenschaftlichen Fakultät der Universität zu Köln (Vorlesungsvertretung). 
Von April bis September 2010 war sie wissenschaftliche Mitarbeiterin am Historischen Seminar VI der Heinrich-Heine-Universität Düsseldorf an der Lehrstuhl für Neuere und Neueste Geschichte. Seit September 2010 forscht sie zum Projekt ’Gold gab ich für Eisen’ – Von Sparmetallen, Ersatzstoffen und Nahrungssurrogaten in der kriegswirtschaftlichen Organisation des Ersten Weltkriegs gefördert durch das Rektoratsprogramm der Ruhr-Universität Bochum. Von Frühjahrs-/Sommersemester 2011 bis Herbst-/Wintersemester 2011 vertrat sie den Lehrstuhl für Wirtschaftsgeschichte in Mannheim. Von 2011 bis 2014 war sie in das Selma-Meyer-Mentoring-Programm für Habilitandinnen und junge Professorinnen (SMM-PROF) im Rahmen eines universitären Auswahlverfahrens in Düsseldorf aufgenommen. Von Frühjahrs-/Sommersemester 2012 bis Herbst-/Wintersemester 2012 vertrat sie die Professur für Angewandte Ökonomik in Mannheim. Von 2012 bis 2014 konzeptionierte und leitete sie das Doktorandinnenprogramm AcadeMIA – Mein Weg zur Professur der Universität Mannheim (mit Coach Silke Ecker). Von Herbst-/Wintersemester 2012 bis Frühjahrs-/Sommersemester 2014 war sie erste WOVEN-Gastprofessorin der Universität Mannheim am Historischen Institut und der Abteilung VWL. Von 2012 bis 2013 machte sie Didaktik-Fortbildungen durch das HDZ der Universität Mannheim für die Abhaltung von Großveranstaltungen in der Hochschullehre und neue Methoden der Hochschuldidaktik (durch Maxi Zöllner, Melanie Klinger und Fadja Ehlail, Comacross). Von Wintersemester 2014 bis Sommersemester 2015 vertrat sie die Professur für Wirtschafts- und Sozialgeschichte sowie Didaktik der Geschichte an der Universität Siegen. 
Von Herbst-/Wintersemester 2015 bis Frühjahrs-/Sommersemester 2016 vertrat sie die Professur für Makroökonomik an der Universität Mannheim. Im Sommersemester 2016 war sie Professurvertreterin für Wirtschafts- und Sozialgeschichte am Historischen Seminar der Universität Heidelberg. Nach der Habilitation im November 2016 mit der Habilitationsschrift „Wir produzieren Sicherheit!“ Rüstungsmarketing bundesdeutscher Heerestechnikunternehmen im Kalten Krieg in Neuerer und Neuester Geschichte unter besonderer Berücksichtigung der Wirtschafts- und Sozialgeschichte an der Philosophischen Fakultät der Universität Mannheim ist sie seit Herbst-/Wintersemester 2016 Privatdozentin am Historischen Institut und Lehrbeauftragte an der Abteilung VWL der Universität Mannheim.

## Publikationen (Auswahl)
Monographien
- Waffen und Sicherheit im Kalten Krieg. Das Marketing der westdeutschen Rüstungsindustrie 1949–1990 (= Beihefte des Jahrbuchs für Wirtschaftsgeschichte, Bd. 24). De Gruyter Oldenbourg, Berlin 2019 (zugleich: überarb. u. gekürzte Version der Habilitationsschrift: „Wir produzieren Sicherheit!“ Das Rüstungsmarketing bundesdeutscher Heerestechnikunternehmen im Kalten Krieg, 1949–1990. Universität Mannheim 2016).
- Von der Friedens- zur Kriegswirtschaft. Unternehmensstrategien der deutschen Eisen- und Stahlindustrie vom Kaiserreich bis zum Ende des Ersten Weltkrieges (= Bochumer Schriften zur Unternehmens- und Industriegeschichte, Bd. 15), Essen 2006 (zugleich: Diss. Universität zu Köln, 2004).

Herausgeberschaft
- mit Gerd Kollmer von Oheim-Loup, Sibylle Lehmann: Unternehmen und Ethik, Stuttgart 2017.
- mit Dieter Ziegler: Unternehmenskrisen und ihre Bewältigung im 19. und 20. Jahrhundert (Themenheft, Jahrbuch für Wirtschaftsgeschichte 2/2006).
- mit Heinz Reif: Deindustrialisierung und Stadt (Themenheft, Jahrbuch für Wirtschaftsgeschichte 2/2001).